# Hagenbrücke (Rabenstein/Fläming)

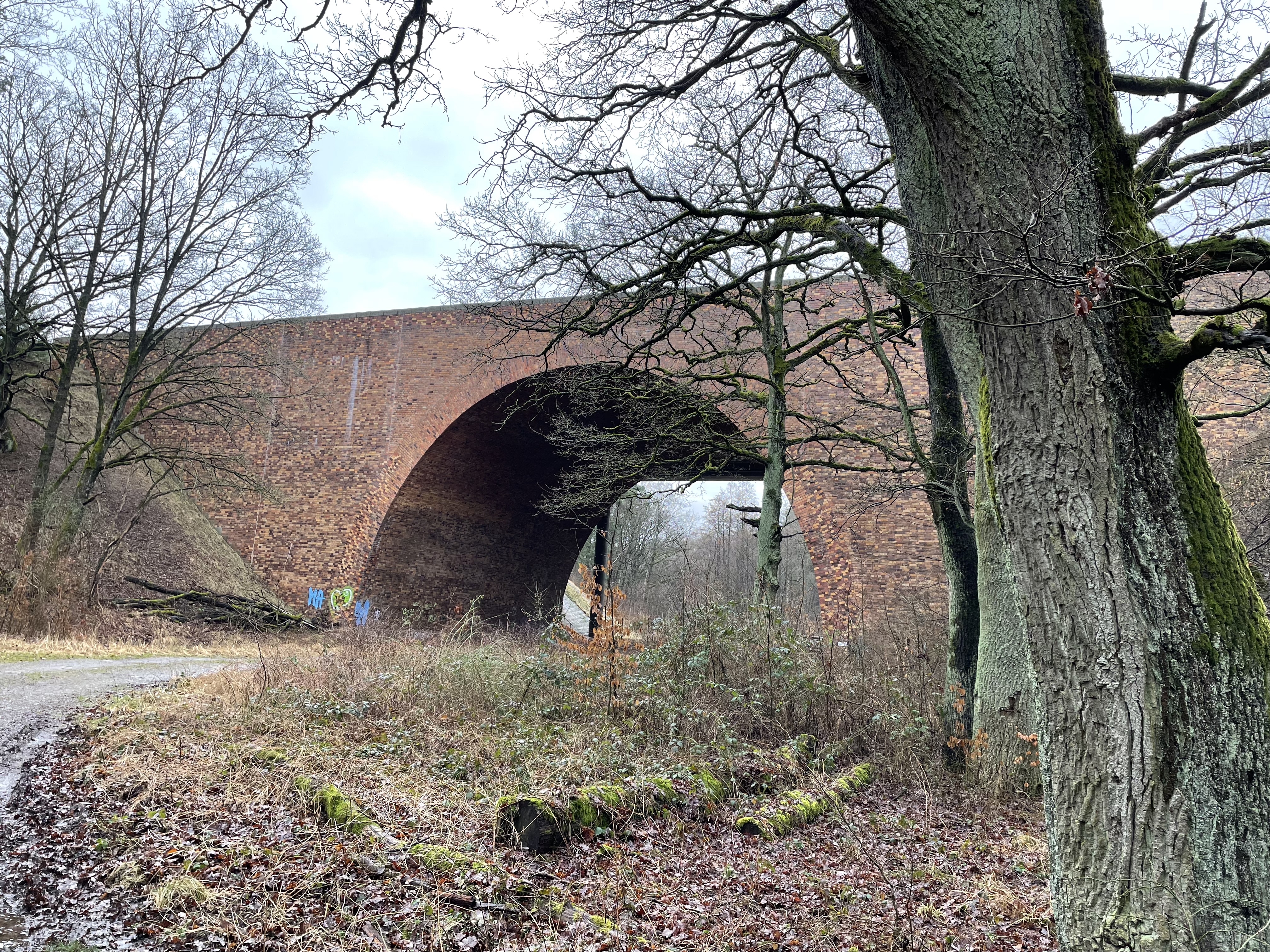
Hagenbrücke

Hagenbrücke (offizielle Bezeichnung in der Landesdenkmalliste Straßenbrücke unter der A9, westlich des Dorfes, auch Millionenbrücke genannt) ist eine denkmalgeschützte Brücke der Bundesautobahn 9 auf der Gemarkung der Gemeinde Rabenstein/Fläming im Landkreis Potsdam-Mittelmark in Brandenburg.

## Lage
Die Brücke befindet sich rund 1,8 km nördlich des Rabensteiner Ortsteils Klein Marzehns in einem Waldgebiet. Dort verläuft die BAB 9 von Südwesten kommend in nordöstlicher Richtung. Die Brücke befindet sich zwischen den Anschlussstellen Klein Marzehns und Niemegk.

## Geschichte und Architektur

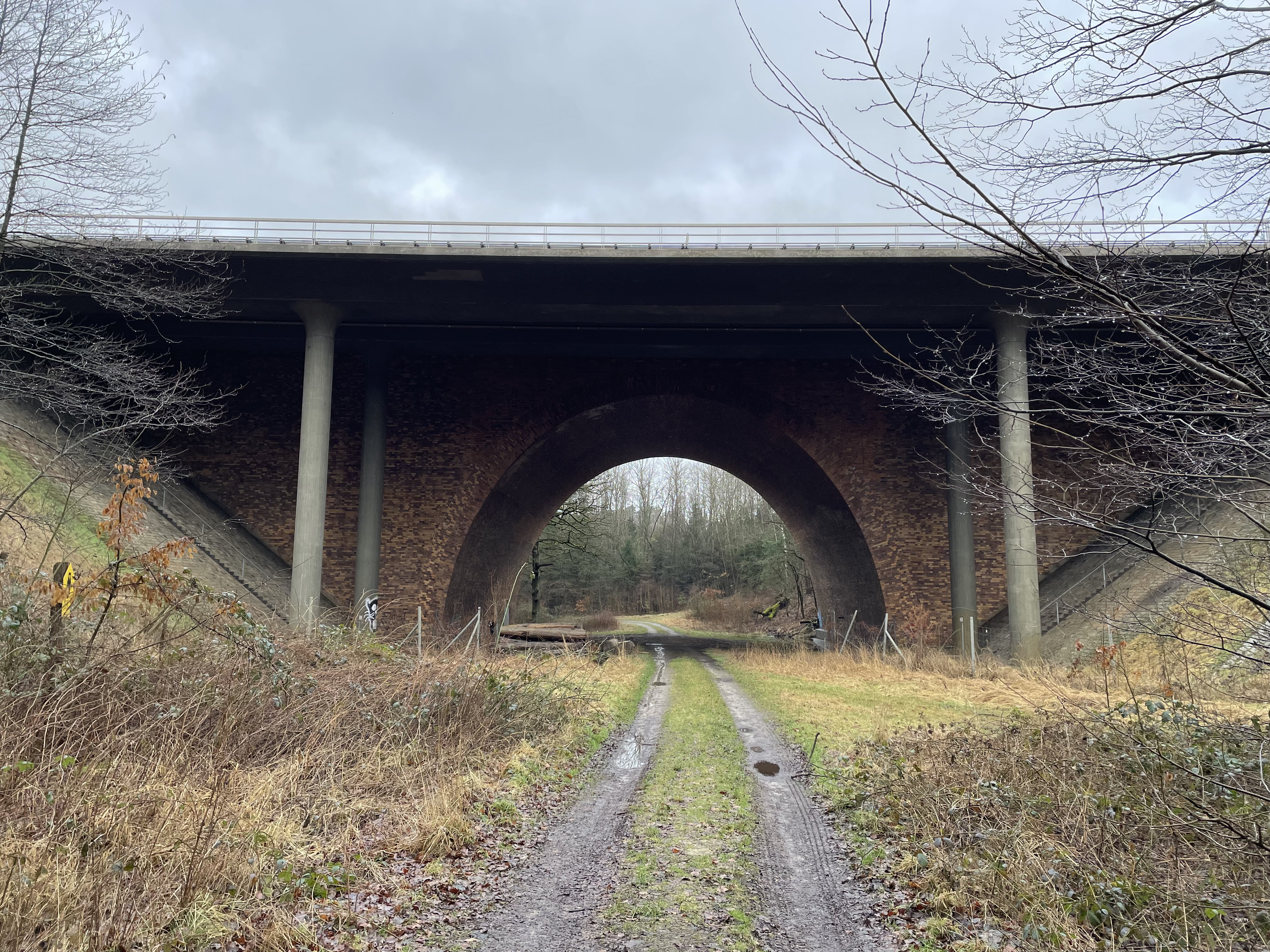
Der Neubau vor der Südseite der alten Brücke

Das Bauwerk entstand im Jahr 1936 aus Mauersteinen im Zuge der Errichtung der Reichsautobahn 66. Die gelegentlich ebenfalls genutzte Bezeichnung Millionenbrücke soll an die Baukosten angelehnt sein, die angeblich eine Million Reichsmark betragen haben sollen. Eine andere Theorie besagt, dass zum Bau eine Million Steine erforderlich waren. Ihre Länge beträgt 61 Meter. Während des Zweiten Weltkriegs wurde die Gewölbeöffnung zerstört und 1953 originalgetreu aufgebaut.
Mit dem Ausbau der BAB 9 auf sechs Fahrspuren im Jahr 1999 stellte sich das Problem, dass die Hagenbrücke mittlerweile unter Denkmalschutz stand und nicht abgerissen werden konnte. Die Planer entschieden sich daher für den Bau einer zweiten Brücke aus Beton, die in Richtung Berlin führt. An dieser Stelle entstand ein Dreifelderbauwerk mit vier kreisrunden Stützen, die so eingespannt wurden, dass die Sicht auf das denkmalgeschützte Bauwerk möglichst erhalten blieb. Reisende in Richtung Süden nutzen die historische Hagenbrücke.